# 黃河明
黃河明（1948年—2019年10月30日），生於台灣，企業家，曾任台灣惠普科技董事長、資訊工業策進會董事長、悅智全球顧問公司董事長。專長於跨國公司管理、國際品牌行銷等。

## 生平
畢業於國立交通大學電子工程學系，1977年進入台灣惠普（HP）公司，擔任工程師。在台灣惠普公司逐步晉升至總經理，在總經理任職期間，公司營業額成長670％，因此升任台灣惠普董事長、惠普泰國分公司總經理。
在台灣惠普公司任職23年後，黃河明離職，至台灣大學攻讀商學研究所博士。2000年，受邀任資訊工業策進會董事長。2003年卸任資訊工業策進會董事長後自行創業，創立悅智全球顧問公司。在自己事業外，黃河明長期投入協助脊髓受傷者的公益活動。
2019年10月30日，在台北市住處墜樓身亡，可能是因為憂鬱症自殺。

## 家庭
前妻沈啟。由航管員做起，一路晉升，成為中華民國民航局首位女性局長，於2015年退休。
長子黃世嘉。創辦北歐櫥窗公司。

## 著作
著有《黃河明的惠普經驗》、《贏家智慧》以及《行銷長的挑戰》。